# 上伊集院站
上伊集院站（日语：／ Kami-Ijūin eki */?）是位於鹿兒島縣鹿兒島市上谷口町，九州旅客鐵道（JR九州）的鹿兒島本線車站。車站海拔141米，為鹿兒島本線車站中最高位置，經鄰站廣木站至鹿兒島中央站之間約9公里為坡度。

## 車站構造

### 站房
建有木製單層站房一座，為第二代站房，完成於1985年3月。站房右側採用八角柱形兼配有兩層高的天井，為不設間隔的開放式候車室，中央放置了一組同樣為八角柱中心、周邊圍上長櫈的候車座椅；靠向驗票口的牆身則放置了一組展覽櫃，擺放了附近學校的學生作品及或當地工藝品；中央部份為車站正門及開放式驗票口，其中驗票口建有一座以木砌成、可供人手驗票的站崗位，以及裝備了一組對應出、入站的IC卡感應器；左側前端設有一部自助售票機，提供不包含售賣特急劵的短距離車票、及為IC卡增值；後方則為售票窗口、驗票窗口及站務室；最左側為洗手間，屬於男、女及傷殘人士皆可使用的共用式洗手間，入口設於月台範圍內。由於月台與站房間有水平偏差，通過驗票口後，需要經過下行的數級樓梯、或位於右側新加建的無障礙斜道進入1號月台範圍。
此站曾是JR九州鐵道營業管理的業務委託車站，在夜間為無人車站。2023年10月隨JR九州取回管理權，使其再次成為直營站，但是卻沒有站長的設置。

### 月台
設有側式月台及島式月台各1個，原可提供2面3線的配置，但是由於進行月台改善工程，包括將月台增高以配合新型電車、興建新的跨線行人天橋、升降機及增設無障礙斜道等，令位於島式月台內側的原2號月台停用，原外側的原3號月台則改成為現時的2號月台。
另外在2號月台對出設有一條供保線車輛停泊的側線，而原島式月台內側的路軌，其中向鹿兒島方向的部份也獲得保留，成為另一條保線車輛側線。
| 月台 | 路線        | 上下行 | 方向                                                     |
| ---- | ----------- | ------ | -------------------------------------------------------- |
| 1    | ■鹿兒島本線 | 上行   | 伊集院、串木野、川內方向                                 |
| 2    | ■鹿兒島本線 | 下行   | 鹿兒島中央方向 經■日豐本線往鹿兒島、國分、都城、宮崎方向 |

## 歷史
- 1913年10月11日：鐵道院川內線東市來至鹿兒島之間開通，在上伊集院村大字上谷口開設饅頭石站（まんじゅういしえき）[2][3][1][4]。
- 1914年1月12日：發生櫻島地震，使鹿兒島站至伊集院站之間不通，在翌日重開[5]。在該地震與櫻島發生大正大爆發中，鹿兒島市區避難市民前往饅頭石站，上伊集院村在站前臨時煮食[6]。
- 1924年10月20日：川內線隨著宮之城線啟用，改名為川內本線。
- 1927年10月17日：川内本線編入鹿兒島本線。
- 1949年12月15日：饅頭石站改名為「上伊集院站」[7][1][4]。
- 1968年9月27日：上伊集院站至廣木號誌站（現時為廣木站）雙線化[1]。
- 1972年4月21日：開始使用行人天橋[1]。
- 1974年4月21日：西鹿兒島站至上伊集院站之間發生鹿兒島本線特急列車彎位超速出軌事故（日语：日本の鉄道事故_(1950年から1999年)#鹿児島本線特急列車曲線過速度脱線事故）。
- 1973年4月1日：由直營車站改為業務委託車站[1]。
- 1980年2月6日：薩摩松元站至上伊集院站雙軌化。
- 1985年：上伊集院站附近的松陽高校（日语：鹿児島県立松陽高等学校）開校，使使用人次增加，由於當時站房較細，因此重建成為現時站房[1]。
- 1987年4月1日：隨國鐵分割民營化，車站由九州旅客鐵道（JR九州）營運。
- 2004年3月13日：隨九州新幹線部分路段啟用，實施時間表修正。停此站的特急列車消滅，鹿兒島中央站→川內站之間尾班列車（日语：最終列車）變成快速列車，成為停車站（鹿兒島中央站至此站之間各站停車）。
- 2012年12月1日：可以使用IC卡「SUGOCA」[8]。
- 2020年3月7日：新跨線橋開始使用。
- 2023年10月1日：從JR九州服務支援（日语：JR九州サービスサポート）取回委託權，改為直營化[9][10][11]。

## 使用狀況
以下是近年1日平均使用人次：
| 年度 | 1日平均 乘車人次 | 1日平均 上下車人次 |
| ---- | ---------------- | ------------------ |
| 2003 | 1,356            |                    |
| 2004 | 1,343            |                    |
| 2005 | 1,403            |                    |
| 2006 | 1,441            |                    |
| 2007 | 1,480            | 2,975              |
| 2008 | 1,569            | 3,136              |
| 2009 | 1,635            | 3,293              |
| 2010 | 1,663            | 3,342              |
| 2011 | 1,655            | 3,330              |
| 2012 | 1,660            | 3,331              |
| 2013 | 1,734            | 3,476              |
| 2014 | 1,618            | 3,248              |
| 2015 | 1,650            | 3,306              |

| 年度 | 1日平均 乘車人次 | 出處       |
| ---- | ---------------- | ---------- |
| 2016 | 1,667            | [ 統計 1 ] |
| 2017 | 1,713            | [ 統計 2 ] |
| 2018 | 1,725            | [ 統計 3 ] |
| 2019 | 1,731            | [ 統計 4 ] |
| 2020 | 1,501            | [ 統計 5 ] |
| 2021 | 1,487            | [ 統計 6 ] |
| 2022 | 1,551            | [ 統計 7 ] |
| 2023 | 1,703            | [ 統計 8 ] |

## 車站周邊
在站前設有鹿兒島縣道24號鹿兒島東市來線。在車站北邊設有由鹿兒島縣住宅供給公社建成的「花園山松陽台」，在車站南邊鄰接春山町，北邊鄰接石谷町。周邊一直急速發展住宅區。
- 市營上伊集院站單車等停車場
- 上伊集院郵局
- 鹿兒島縣立松陽高等學校（日语：鹿児島県立松陽高等学校）
- 饅頭石 - 在車站東邊約1公里，在松林中的大石。車站曾收該處命名。

## 圖庫

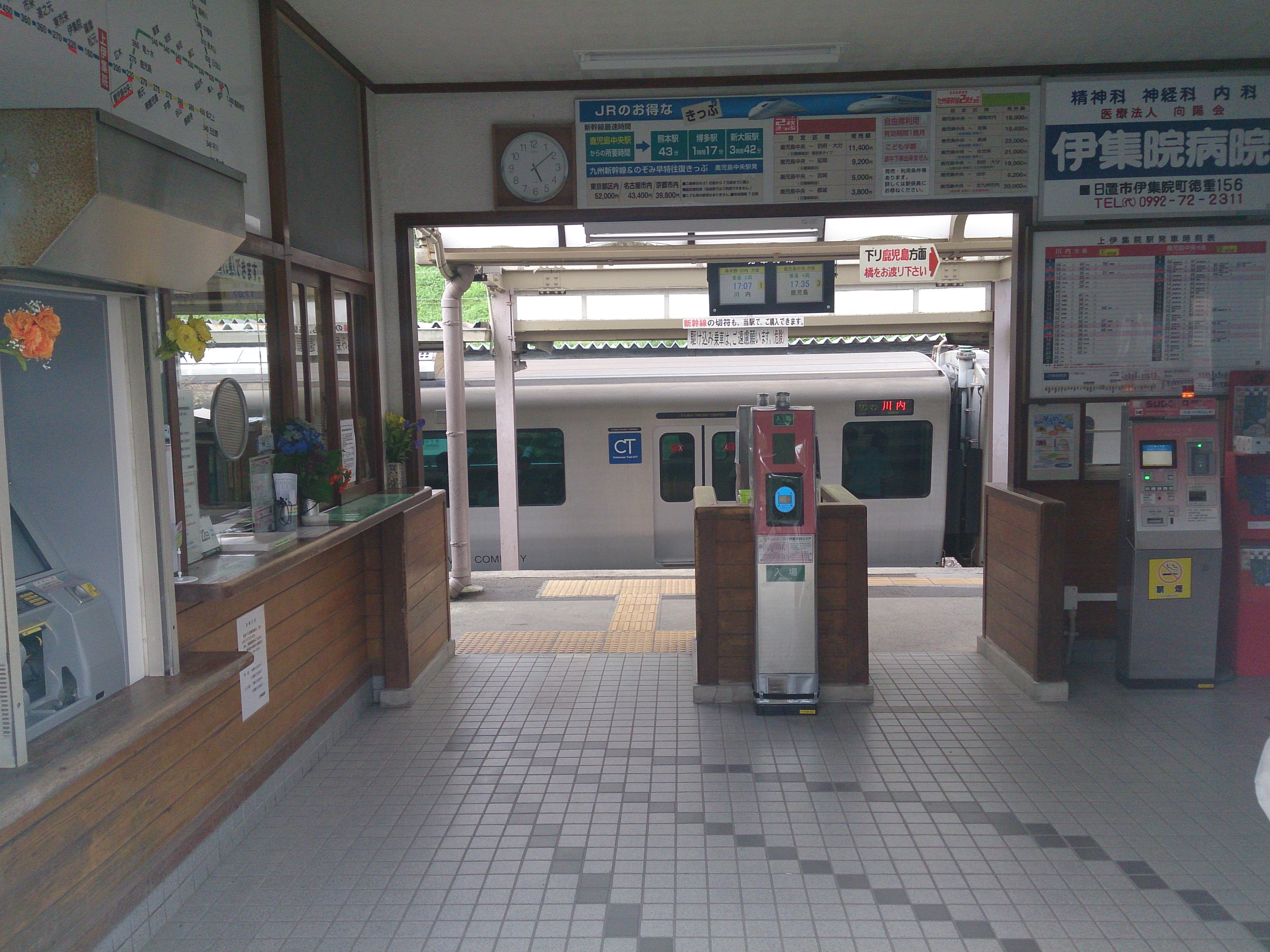
站房內部
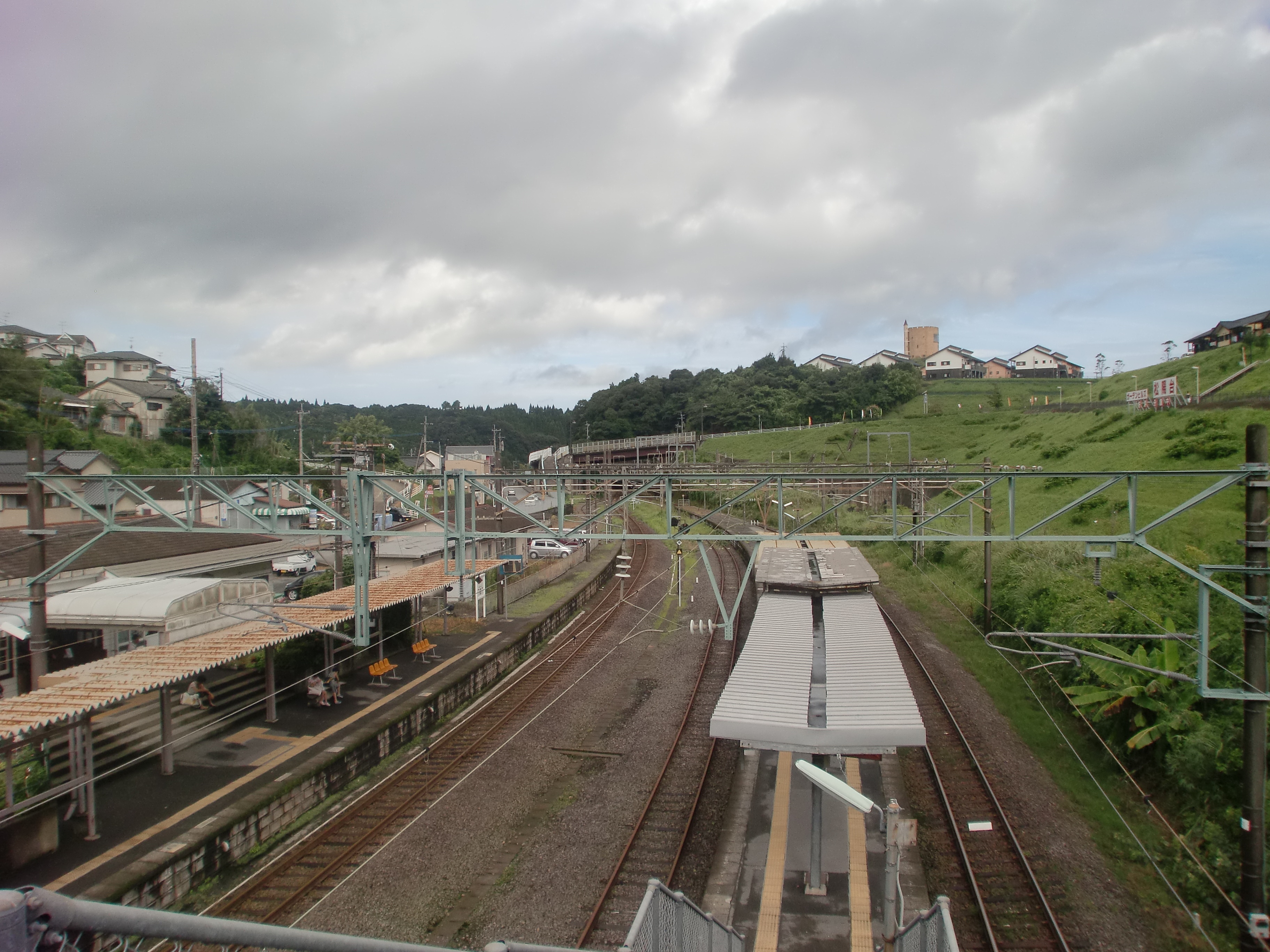
月台
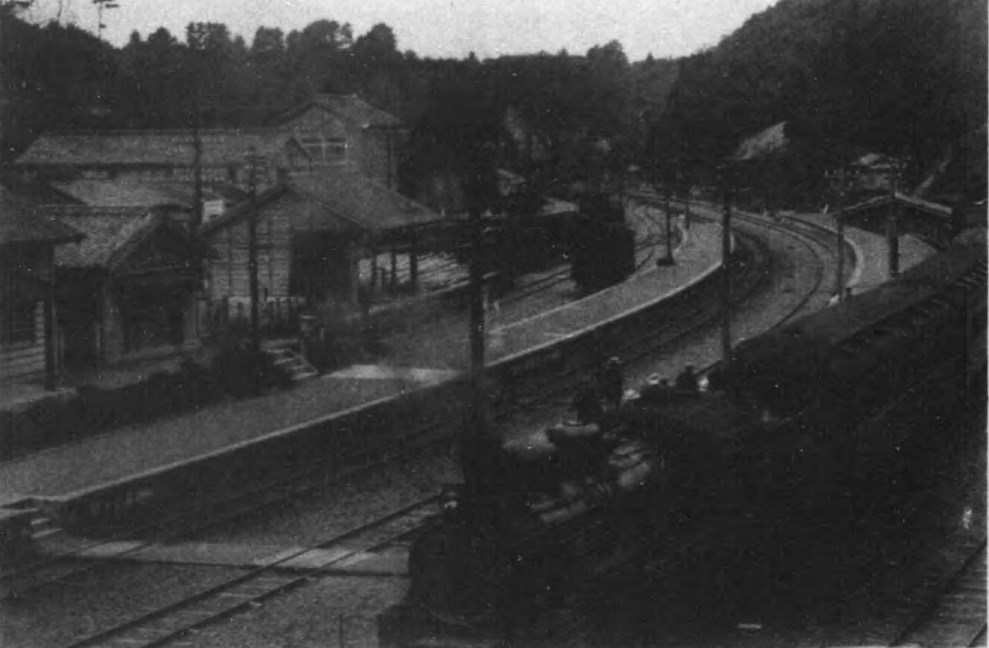
1937年的饅頭石站
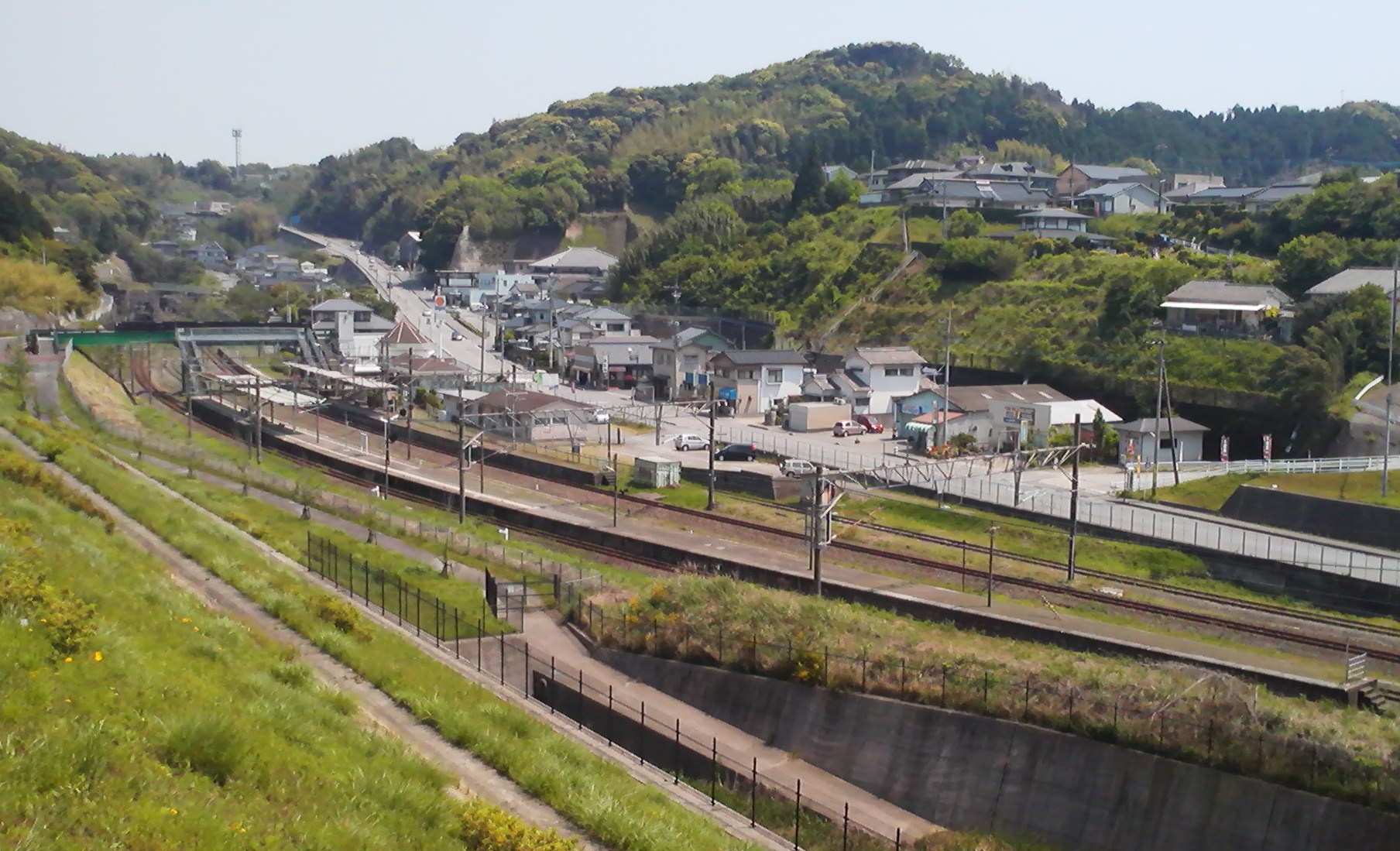
在松陽台町（日语：松陽台町）入口觀景台可望向站內

## 相鄰車站
九州旅客鐵道
■鹿兒島本線
薩摩松元－上伊集院－廣木

### 統計資料
1. ↑   (PDF). 九州旅客鉄道.   [2021-03-29]. （原始内容 (PDF)存档于2017-08-01） （日语）.
2. ↑   (PDF). 九州旅客鉄道.   [2021-03-29]. （原始内容 (PDF)存档于2019-07-06） （日语）.
3. ↑   (PDF). 九州旅客鉄道.   [2021-03-29]. （原始内容 (PDF)存档于2020-03-15） （日语）.
4. ↑   (PDF). 九州旅客鉄道.   [2021-03-29]. （原始内容 (PDF)存档于2020-08-24） （日语）.
5. ↑   (PDF). 九州旅客鉄道.   [2021-09-08]. （原始内容 (PDF)存档于2021-08-24） （日语）.
6. ↑  駅別乗車人員上位300駅（2021年度） （页面存档备份，存于），JR九州。
7. ↑  駅別乗車人員上位300駅（2022年度） （页面存档备份，存于），JR九州。
8. ↑  駅別乗車人員上位300駅（2023年度） （页面存档备份，存于），JR九州。

## 外部連結
- JR九州上伊集院站